# Ophiobolus fruticum
Ophiobolus fruticum är en svampart som först beskrevs av Roberge ex Desm., och fick sitt nu gällande namn av Pier Andrea Saccardo 1883. Ophiobolus fruticum ingår i släktet Ophiobolus och familjen Leptosphaeriaceae.   Inga underarter finns listade i Catalogue of Life.
I den svenska databasen Dyntaxa används istället namnet Nodulosphaeria fruticum för samma taxon.  Arten är reproducerande i Sverige.